# Muzeum Frenel-Frenkel
Muzeum Frenel-Frenkel (ang. The Museum Frenel-Frenkel) – muzeum sztuki położone w mieście Safed, na północy Izraela. Przedstawia ono bogatą twórczość malarza Icchaka Frenkela.

## Historia
Żydowski malarz Icchak Frenkel mieszkał w latach 1920-1981 w mieście Safed w Górnej Galilei. W 1973 roku w jego domu oficjalnie otworzono muzeum sztuki, które jest galerią jego obrazów. Zostało ono założone przez Alexandra Frenel-Frenkel i jego żonę Ilanę.

## Zbiory muzeum
Muzeum przedstawia bogatą twórczość malarską Icchaka Frenkela. Są to jego judaika oraz obrazy malowane w stylu abstrakcjonizmu, kubizmu i ekspresjonizmu.